# 京都みやこびと1dayチケット
京都みやこびと1dayチケット（きょうと みやこびと わんでい ちけっと）は、南海電気鉄道、泉北高速鉄道と、京阪電気鉄道（京阪は自社での発売無し）が共同で発行していた一日乗車券である。2019年3月31日利用分をもって発売終了。

## 概要
南海線や泉北高速線の沿線から、京阪線の沿線（京都東山・宇治・大阪北河内方面）を訪れる乗客向けに通年発売していた。乗車券は磁気カード式で、有効期間内（概ね年度ごとで区切り）の任意の1日間で利用可能であった。
京都方面へのアクセスは、必ず大阪市高速電気軌道（Osaka Metro）線を経由して京阪線を利用する必要があり、同じく大阪から京都方面に向かう阪急線やJR線など指定路線以外は利用不可。また、2017年まで京阪電鉄にて発売していた「京阪みやこ漫遊チケット」とは異なり、京都市内のすべてのバス路線や京都市営地下鉄の利用も不可。

## フリーエリア
京阪電車全線（大津線系統・ケーブルを除く）と、Osaka Metro全線に加え、以下の区間が乗り降り自由であった。
- 南海北部版 - 南海本線 難波駅 - 堺駅間、高野線 汐見橋駅 - 岸里玉出駅 - 中百舌鳥駅間
- 南海中部版 - 南海北部版に加え、南海本線孝子駅までと、高野線天見駅まで、空港線 泉佐野駅 - りんくうタウン駅間、高師浜線全線、多奈川線全線
- 泉北高速版 - 南海北部版に加え、泉北高速鉄道全線
- 南海南部版 - 南海電車全線（関西空港駅、高野山駅を含む）

※南海線内の座席指定列車に乗車する場合は、別途料金が必要。京阪線内の特急列車（プレミアムカーを除く）は特急料金不要。

## 発売額
発売終了時点。大人のみの設定。※泉北高速版は泉北高速線各駅のみで発売
- 南海北部版 - 1,430円
- 南海中部版・泉北高速版 - 1,890円
- 南海南部版 - 2,360円